# Shahrestān-e Borkhvār
Shahrestān-e Borkhvār (persiska: Shahrestān-e Barkhvār va Meymeh, شهرستان برخوار, برخوار) är en delprovins (shahrestan) i Iran.   Den ligger i provinsen Esfahan, i den centrala delen av landet, 300 km söder om huvudstaden Teheran.
Delprovinsen hade 122 419 invånare 2016.